# Le Château des amants maudits
Pour les articles homonymes, voir Beatrice Cenci (homonymie).
Pour plus de détails, voir Fiche technique et Distribution.
Le Château des amants maudits (Beatrice Cenci) est un drame historique franco-italien réalisé par Riccardo Freda et sorti en 1956. Il s'agit d'un film biographique sur Beatrice Cenci (1577-1599).

## Synopsis
En 1598 à Rome, Francesco Cenci, un patricien violent et dissolu, meurt assassiné. L'enquête diligentée pour retrouver son meurtrier s'arrête sur son fils Giacomo, l'amant de sa belle-mère Lucrezia. Pour le défendre, Lucrezia accuse Olimpio Calvetti, l'intendant de Francesco, qui avait aidé Béatrice Cenci, fille de Francesco et soeur de Giacomo. Soumise à la torture, Béatrice accuse également Olimpio, mais elle est condamnée à mort et décapitée au château Saint-Ange. Finalement, le juge fait également enfermer Giacomo et Lucrezia.

## Fiche technique
- Titre français : Le Château des amants maudits[1]
- Titre original : Beatrice Cenci
- Réalisateur : Riccardo Freda
- Scénaristes : Riccardo Freda, Attilio Riccio, Filippo Sanjust, Jacques Rémy
- Photographie : Gábor Pogány
- Montage : Riccardo Freda, Giuliana Taucer
- Scénographie : Arrigo Equini
- Musique : Franco Mannino
- Décors : Maurizio Chiari
- Costumes : Filippo Sanjust
- Sociétés de production : Electra Compagnia Cinematografica, Cinecittà, Franco London Films
- Société de distribution : CEI INCOM, Compass Film, Constantin Film
- Pays de production :  Italie |  France
- Langue de tournage : italien
- Format : Couleur (Eastmancolor) - 2,35:1 - Son mono - 35 mm
- Genre : drame historique
- Durée : 93 minutes (90 minutes en version française originale)
- Date de sortie : 
  - Italie : 6 avril 1956
  - France : 3 avril 1957

## Distribution
- Micheline Presle  (VF : elle-même) : Lucrezia Cenci
- Gino Cervi  (VF : Pierre Morin) : Francesco Cenci
- Mireille Granelli : Beatrice Cenci
- Fausto Tozzi  (VF : Jean-Claude Michel) : Olimpio Calvetti
- Antonio De Teffè  (VF : Jean-Louis Jemma) : Giacomo Cenci
- Frank Villard : le juge Ranieri
- Claudine Dupuis : Martine
- Emilio Petacci : Marzio Catalano
- Guido Barbarisi (it)  (VF : Georges Chamarat) : un juge
- Vittorio Vaser (it)  (VF : Jean-Henri Chambois) : un juge
- Mimmo Poli (it) : un serviteur des Cenci

## Postérité
Riccardo Freda avait eu l'ambition de faire une reprise de son propre film, en proposant à Colo O’Hagan Tavernier, l’ex-épouse de Bertrand Tavernier, d’en écrire le scénario. Mais le projet n'a pas abouti, et Freda le confia à Bertrand Tavernier. Celui-ci abandonnera l'idée d'un remake, et il préférera transposer l'histoire en France, en s'inspirant de la chanson de geste Raoul de Cambrai : ce sera le film La Passion Béatrice, sorti en 1987.
Finalement, celui qui reprendra l'histoire de Beatrice Cenci sera Lucio Fulci dans Liens d'amour et de sang en 1969.